# Пряжба (Телеорман)
Пряжба (рум. Preajba) — село у повіті Телеорман в Румунії. Входить до складу комуни Поєнь.
Село розташоване на відстані 58 км на захід від Бухареста, 51 км на північ від Александрії, 123 км на схід від Крайови, 137 км на південь від Брашова.

## Населення
За даними перепису населення 2002 року у селі проживали 487 осіб. Усі жителі села рідною мовою назвали румунську.
Національний склад населення села:
| Національність | Кількість осіб | Відсоток |
| -------------- | -------------- | -------- |
| румуни         | 469            | 96,3%    |
| цигани         | 18             | 3,7%     |